# Juan de Horna el joven
Juan de Horna el joven (c. 1490-Burgos, 1568) fue un platero burgalés activo en el siglo XVI.

## Biografía
Nacido posiblemente en Burgos hacia 1490, fue hijo del también platero Juan de Horna el viejo. Estuvo muy vinculado a la iglesia de san Román, donde su padre adquirió en 1487 una sepultura. Padre e hijo figuran entre los vecinos que en 1525 contribuyeron económicamente para la realización de un retablo para la iglesia, encargado a Diego de Siloé. En 1543 era propietario de una cantera de jaspe en Quintanilla de las Viñas (Burgos), que tenía arrendada al rejero burgalés Cristóbal de Andino. En 1561 fue nombrado teniente de entallador de la Casa de la Moneda de Burgos.

## Obras
Dentro de sus obras se encuentran las cruces de Valle de Tobalina (1510), Mambrillas de Lara (1514), Cubo de Bureba (1521-1526), Castrillo de Solarana (1528-1531), Revilla del Campo (1544) y la de Castro Urdiales (1549). Además, existe un portapaz suyo en el Victoria & Albert Museum (Londres) realizado entre 1521 y 1526, así como dos portapaces más y una custodia en la Cartuja de Miraflores, obras de 1524-1528.